# Partit Suís de la Llibertat
El Partit Suís de la Llibertat (alemany Freiheits-Partei der Schweiz, FPS, francès Parti Suisse de la Liberté, PSL) és un partit polític de Suïssa. El seu president i principal representant és Jürg Scherrer, cap del departament de seguretat al govern de la ciutat de Biel/Bienne fins al 2008.

## Història
El PSL va ser fundat el 1984 a Zúric per Michael E. Dreher i altres polítics de dretes com Autopartei (Partit de l'Automòbil). Es dedicà a la lluita contra el llavors incipient Partit Verd de Suïssa i les preocupacions contemporànies sobre la suposada Waldsterben a causa de la pluja àcida. Centrat inicialment en qüestions de mobilitat personal, un dels seus lemes més coneguts va ser Freie Fahrt für freie Bürger (Un camí lliure per a ciutadans lliures). El partit està a favor d'una política econòmica llibertària i s'oposa a l'adhesió de Suïssa a la Unió Europea.
El partit va gaudir d'un cert èxit als parlaments cantonals, en particular al cantó de Sankt Gallen, Turgòvia i Schaffhausen. El punt més alt del seu poder es va assolir a les eleccions federals suïsses de 1991 quan va obtenir 8 escons al Consell Nacional de Suïssa i el 4% dels vots. Després, la sort del partit va començar a disminuir a mesura que molts dirigents van deixar el partit en el curs de conflictes interns, principalment per marxar al més convencional Partit Popular Suís. Tot i tornar a anomenar-se Partit de la Llibertat el 1994, va perdre tots els escons nacionals a les eleccions federals suïsses de 1999 i, a partir del 2006, només conserva alguns pocs escons en alguns parlaments cantonals i municipals. La majoria dels seus membres, i fins i tot seccions senceres s'han sumat al Partit Popular Suís, que ha incorporat la major part del programa del partit.